# Marcus Schlichting
Marcus Schlichting (* 7. November 1804 in Stiesholz, Angeln; † 6. März 1875 in Kiel) war ein deutscher Lehrer, Autor und Politiker.

## Leben
Schlichting besuchte das Seminar in Tondern und arbeitete anschließend als Lehrer im Amt Flensburg. Ab 1832 war er Mitarbeiter des Kieler Pastors Claus Harms und Leiter der Hauptknabenschule in der Vorstadt in Kiel.
Nach der Schleswig-Holsteinischen Erhebung war er Mitglied der Schleswig-Holsteinischen Landesversammlung und von 1867 bis 1870 Mitglied des Preußischen Abgeordnetenhauses. Von 1848 bis 1852 war er gemeinsam mit Gustav Ferdinand Thaulow Herausgeber der Universitäts- und Schulzeitung.

## Ehrungen
Aufgrund seiner pädagogischen und politischen Verdienste war in Kiel von 1898 bis 1978 eine Straße nach Schlichting benannt. Sein Ehrengrab befindet sich auf dem Kieler Südfriedhof.

## Schriften
- Wörterbuch für Schüler. Kiel 1844
- Chemische Versuche einfachster Art. Ein erster Cursus in der Chemie. Kiel 1861, 2. Auflage 1862
- Los von Dänemark! Warum? Kiel 1864
- Europa nebst Darstellung allgemeiner geographischer Verhältnisse in Bildern und Zusammenstellungen. [Nachwort G.Karsten. Erd- und Völkerkunde in Bildern und Zusammenstellungen 1. Theil]. Leipzig, F.A. Brockhaus 1874.